# Odometro

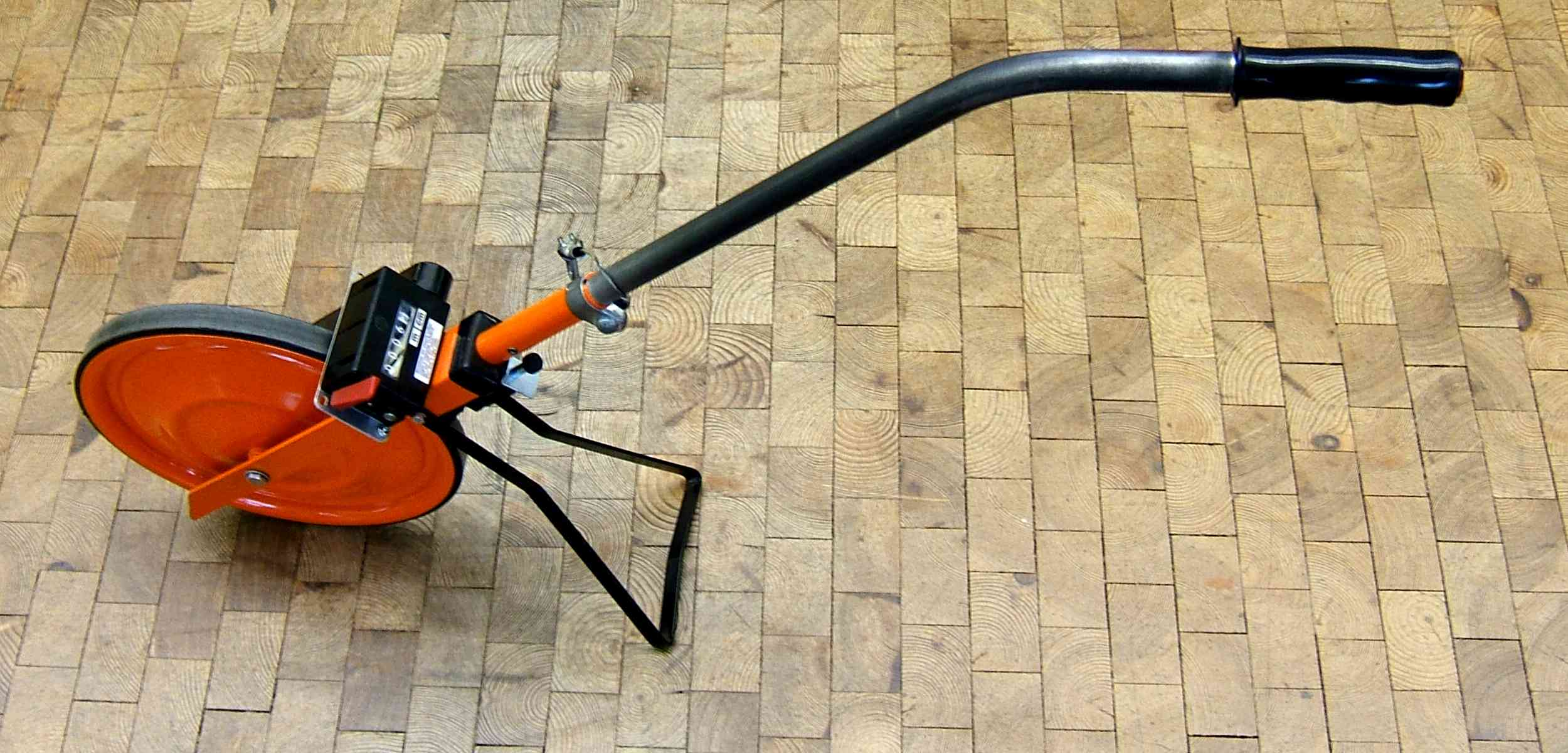
Odometro moderno

L'odometro (dal greco ὁδός hodós, strada, e μέτρον métron, misura) è una macchina ideata nell'antica Roma, per misurare la distanza percorsa su una via terrestre mediante i giri di una ruota (misuratore stradale), oppure la distanza percorsa da una imbarcazione in mare (odometro navale). Lo strumento terrestre fu perfezionato da Leonardo Da Vinci (odometro di Leonardo).

## Odometro moderno
Oggi l'odometro di derivazione classica è uno strumento di misurazione in commercio, adatto per misurare brevi distanze su superfici piane, con una struttura simile al moderno contachilometri. Il suo meccanismo è azionato manualmente dall'uomo spostandolo a passi; per questo è detto anche pedometro, e va distinto rispetto all'odometro dei veicoli che funziona in relazione al movimento autonomo del veicolo

## Odometro antico
Le prime descrizioni dell'odometro romano si trovano negli scritti di Vitruvio e si ritiene che l'invenzione sia da attribuire ad Archimede nel corso della prima guerra punica. Altre descrizioni si trovano negli scritti di Erone di Alessandria.

### Odometro romano terrestre
I Romani utilizzarono l'odometro per posizionare le pietre miliari, il che avrebbe permesso anche una programmazione delle operazioni e delle spese belliche. Sulla via Appia si possono ancora ritrovare parecchi di questi riferimenti. La complessità del meccanismo inizialmente non sembrava compatibile alla tecnica dell'epoca, ma dopo la scoperta e lo studio della macchina di Anticitera (un complesso planetario funzionante con alcune decine di ruote dentate) sembra confermato che i Greci e altri scienziati del tempo fossero in grado di progettare e costruire questi congegni, che altro non erano che sofisticati "calcolatori" dedicati a particolari scopi.

### Odometro romano navale
Congegno usato sulle navi romane, derivato dall'odometro terrestre descritto in "De Architectura"da Marco Vitruvio Pollione, architetto ed ingegnere romano del I secolo a.C. , per misurare le distanze in mare.
Montato su alcune navi, consisteva di una ruota a pale sistemata su un fianco di queste, a contatto con l'acqua, che veniva messa in rotazione dal moto della nave. Una serie di ingranaggi trasmetteva il movimento ad un meccanismo che lasciava cadere, in un contenitore, un sassolino o una sferetta metallica, ogni tanti giri della ruota, proporzionali alle dimensioni di questa, e corrispondenti ad un miglio (Milium o Miliarum).
Alla fine del viaggio, contando i sassolini, si poteva sapere quante miglia era lungo il tragitto. 
Questo congegno, al contrario dell'odometro terrestre, aveva delle imprecisioni nella misurazione delle distanze, derivati dalle diverse condizioni del mare, ma poteva comunque dare un'idea della distanza percorsa.

## Odometro di Leonardo
Sono noti studi di Leonardo da Vinci su quest'apparecchio, documentati nel Codice Atlantico. L'odometro ideato da 
Leonardo sembra una carriola fornita di ruote dentate; quella verticale compie uno scatto a ogni giro del mozzo della ruota che poggia sul terreno ed ha all'interno una sporgenza che ad ogni giro completo ne aziona una in orizzontale. Quest'ultima è forata per lasciare passare in un contenitore sfere di metallo o sassi il cui numero, al termine della misurazione, è utilizzato per risalire all'esatta distanza percorsa.

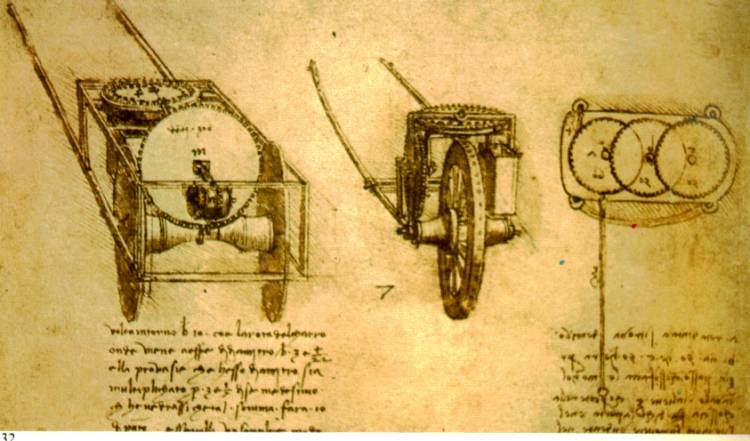
Odometro Leonardo da Vinci